# Убивство Калінки Бамберські

Калінка Бамберські

Убивство Калінки Бамберські вчинив у 1982 році її вітчим Дітер Кромбах, серійний ґвалтівник та колишній лікар, у його будинку. Кримінальна справа щодо вбивства 14-річної Бамберські відбувалася між Німеччиною та Францією: вирок 1995 року у Франції щодо Кромбаха за тілесні ушкодження, що спричинили смерть, не вдалося виконати, оскільки Німеччина відмовилася його екстрадувати, а згодом вирок був скасований через процедурну помилку. Рушійною силою у справі став Андре Бамберські, батько Калінки, якому не давали спокою нез'ясовані обставини смерті доньки — щоб домогтися остаточного вироку, Бамберські організував викрадення Кромбаха до Франції у 2009 році, де останній був засуджений до 15 років позбавлення волі за тілесні ушкодження, що спричинили смерть. Сам Андре Бамберські був засуджений до одного року позбавлення волі умовно за викрадення Кромбаха.

## Життя та смерть Калінки Бамберські
Калінка Бамберські народилася 5 серпня 1967 року в Касабланці, Марокко, в родині Даніель Гоннін та бухгалтера Андре Бамберські. Її батьки, як і сама Калінка, були громадянами Франції. Німецький терапевт Дітер Кромбах, народжений у Дрездені в 1935 році як син офіцера вермахту, також жив у Касабланці. Гоннін і Кромбах познайомилися там у 1973 році й почали романтичні стосунки. Даніель Гоннін розлучилася з Андре Бамберські й одружилася з Кромбахом у 1977 році. 1984 року вони з Кромбахом розійшлися, а 1989 року розлучилися.
Калінка Бамберські була знайдена мертвою 10 липня 1982 року в будинку свого вітчима Дітера Кромбаха в Ліндау на Боденському озері, де вона та її молодший брат Ніколас провели канікули з матір'ю та вітчимом. Кромбах заявив, що знайшов 14-річну дівчину мертвою у своєму ліжку близько 10 години ранку. Напередодні Калінка поскаржилася на «погане самопочуття» й отримала від вітчима укол заліза. Коли Кромбах знайшов Калінку, її тіло вже задубіло, потім він ввів ліки їй у серце та гомілку, щоб оживити. Пізніше Кромбах додав, що напередодні також давав їй заспокійливе, щоб допомогти заснути.
За наполяганням вітчима тіло Калінки було доставлено в морг одразу після констатації її смерті, без попереднього залучення кримінальної поліції, яка є звичайною у випадках нез'ясованої смерті.

## Розтини тіла

### Перший розтин
Розтин тіла відбувся через два дні за дорученням прокуратури Кемптена в міській лікарні Меммінгена й був проведений регіональним судово-медичним лікарем Хехманном разом зі старшим лікарем Доманном. Зміст протоколу розтину пізніше стане вирішальним для перебігу розслідування прокурора та судового провадження, розпочатого Андре Бамберські в Німеччині. У звіті про розтин вказано, що ймовірний час смерті був «між третьою та четвертою годинами ранку», і зазначено, що чітку причину смерті встановити не вдалося.
Ймовірну спробу реанімації Калінки Кромбахом шляхом введення психостимулятора (нікетаміду), серцевого глікозиду (β-ацетилдигоксину) та антиаритмічного препарату (верапамілу) судмедексперти прокоментували так: «Введення подальших ліків з метою реанімації людини, яка вже вражена трупним задубінням, здається гротескним». Звіт показує, що Дітер Кромбах звернувся до судово-медичних експертів одразу після розтину та зазначив, що «надмірне сонячне світло під час денного серфінгу також могло спричинити смерть». Однак розтин описав цю гіпотезу як «безсумнівно виключену», оскільки перехід від вечірніх годин до пізньої ночі, описаний Кромбахом, не міг бути використаний як причина для пояснення настання смерті (порушення регуляції в результаті інтенсивного сонячного світла). У вечір смерті Кромбах також зробив своїй падчерці ін'єкцію ферлециту кобальту, оскільки Калінка сказала йому, що її не влаштовує засмага. Пізніше Кромбах також стверджував, що цей укол нібито був показаний для лікування анемії Калінки. Лікарі прокоментували введену ін'єкцію виключаючи причинно-наслідковий зв'язок зі смертю здорової 14-річної дівчинки, і лише зазначили, що мети лікування, поставленої Кромбахом (посилення засмаги), таким чином досягти неможливо.
Відповідно до протоколу розтину, в області вульви біля заднього проходу був виявлений сильний розрив шкіри довжиною близько 1 см, а у вагіні виявлені жирні білуваті речовини. Подальше обстеження статевих органів Калінки на наявність слідів сперми чи інших сторонніх рідин не проводилося, і не було встановлено, чи мала вона статеві акти.
Подальші обстеження трьома лікарями за наполяганням батька Андре Бамберські показали, що причину смерті Калінки встановити неможливо. Розслідування, проведене німецьким фармакологом Петером Шенгофером, показало, що вона могла померти від ін'єкції ферлециту кобальту (торгова назва тетраглюконатоферату (III) натрію), яку ввів Дітер Кромбах у вечір смерті Калінки.
У своїй заяві Шенгофер зазначив:
- Внутрішньовенне введення препаратів заліза показане лише у випадку лабораторно підтвердженої анемії та лише за наявності пероральної непереносності, чого в цьому випадку немає. Цей препарат ще нікому не допоміг засмагнути, і можна зробити висновок, що Кромбах не дотримувався правил медицини й зробив помилку.
- Це небезпечний препарат, ін'єкція якого повинна відбуватися під медичним наглядом: пацієнт повинен перебувати в стані спокою, поїсти перед ін'єкцією та перебувати під наглядом протягом наступних годин. Можуть виникнути дві небажані побічні ефекти: негайні спонтанні реакції, такі як падіння артеріального тиску, порушення серцевої діяльності, задишка та інші реакції, такі як лихоманка, біль і нудота, блювання.

17 серпня 1982 року, через місяць після смерті Калінки, прокуратура Кемптена завершила розслідування.

### Другий розтин
Калінку Бамберські поховали у Франції. 4 грудня 1985 року відбулася ексгумація, яка показала, що статеві органи Калінки вже розклалися або були вилучені під час розтину в Німеччині. Припинення розслідування було підтверджене в останній інстанції Вищим регіональним судом Мюнхена через п'ять років. Позов Андре Бамберські також не мав успіху в суді.

## Перший вирок
Відповідно до французького кримінально-процесуального законодавства, будь-який іноземець, який вчинив злочин проти громадянина Франції за межами Франції, може бути притягнутий до відповідальності за французьким законодавством. Оскільки Калінка Бамберські була громадянкою Франції, французька система правосуддя мала юрисдикцію для ведення кримінальної справи.
Андре Бамберські подав кримінальну скаргу проти Дітера Кромбаха до французької влади, після чого звинувачення в умисному вбивстві було передане до суду присяжних Парижа (Cour d'assises). 5 червня 1993 року Кромбаху був вручений як обвинувальний висновок, так і позов про відшкодування збитків, поданий у процесі приєднання в його рідному місті Ліндау. Французький суд призначив особисту явку Кромбаха та видав ордер на арешт підсудного для його присутності на основному слуханні. Оскільки Кромбах не з'явився на основне засідання, присяжні заборонили адвокатам виступати від його імені та визнали подані ними документи захисту неприйнятними. У вироку від 9 березня 1995 року Паризьке журі присяжних заочно засудило Кромбаха до 15 років ув'язнення за тілесні ушкодження, що спричинили смерть. 13 березня 1995 року Паризький суд присяжних також зобов'язав Кромбаха виплатити Бамберські 350 000 французьких франків, з яких 250 000 французьких франків були призначені для відшкодування моральної шкоди та 100 000 французьких франків — для відшкодування судових витрат.
На прохання Андре Бамберські регіональний суд Кемптена (Алльгой) наказав надати вердикту паризького суду присяжних положення про виконання. Вищий окружний суд відхилив скаргу Кромбаха щодо цього. Федеральний суд правосуддя (BGH), куди потім звернувся Кромбах, спочатку подав судову скаргу до Європейського суду (ЄС) для консультації. 29 червня 2000 року BGH визнав вердикт паризького журі таким, що не має законної сили, оскільки було порушене право підсудного бути почутим. Тим часом Дітер Кромбах був заарештований 7 січня 2000 року під час перебування у Форарльберзі, Австрія. Після того як регіональний суд Фельдкірха спочатку відхилив звільнення Кромбаха під заставу, 2 лютого 2000 року Вищий регіональний суд Інсбрука постановив його звільнити.
Європейський суд з прав людини (ЄСПЛ) підтвердив цю правову оцінку та зобов'язав Францію виплатити Кромбаху 100 000 французьких франків як компенсацію. Остаточно вирок проти Кромбаха був скасований у Франції у 2008 році.

## Інші злочини Кромбаха
17 березня 1997 року Дітер Кромбах був засуджений в Кемптені до двох років тюремного ув'язнення умовно за зґвалтування 16-річної пацієнтки під наркозом під час своєї медичної практики 11 лютого 1997 року; Кромбах також втратив ліцензію лікаря. Після 1998 року редакторка ZDF Барбара Фелькель досліджувала таємничу смерть Калінки та справу Кромбаха про зґвалтування в Кемптені для тележурналу ZDF Frontal. Свої дії щодо неповнолітньої пацієнтки Кромбах прокоментував тележурналістці словами: 
«Вона не сказала „так“, […] але й не сказала „ні“ […] хто мовчить, здається, погоджується, як казали в стародавньому Римі».
Це було єдине інтерв'ю, яке злочинець дав телевізійникам про свій злочин. Зґвалтована Кромбахом дівчина, якій на момент скоєння злочину було лише 16 років, також пізніше поговорила з Фелькель лише в одному телевізійному інтерв'ю, заявивши: 
«Я взагалі не могла себе захистити. Мене паралізувало від наркозу. Затуманене бачення, як він лежить на мені… Я нічого не могла з цим вдіяти».
У результаті прокуратура Кобурга довела, що Кромбах отримав гонорар на загальну суму майже 300 000 євро у 28 лікарських справах у період жовтня 2001–вересня 2006. У липні 2007 року регіональний суд Кобурга засудив його до двох років і чотирьох місяців ув'язнення, яке він зрештою відбував у виправній колонії Кемптен, поки не був достроково умовно звільнений 3 червня 2008 року.
Крім того, Кромбах уже був підозрюваним у розслідуванні ймовірного вбивства в середині 1970-х. Була підозра, що 1969 року лікар убив уколом свою 24-річну першу дружину Моніку Хентце у франкфуртській лікарні після того, як, за словами її матері, він перед цим побив її та погрожував вбити. Проте звинувачень проти Кромбаха не було.

## Викрадення до Франції
Батько Калінки Андре Бамберські був незадоволений ходом кримінальної справи та звинуватив суддів у ряді упущень. У результаті він приступив до подальших самостійних заходів. Із 2007 року Андре Бамберські неодноразово влаштовував засідки на нову сім'ю Кромбах, з'являвся перед їхнім будинком з операторською командою та роздавав в школі доньки Кромбаха листівки, які засуджували її батька як ґвалтівника.
У 2009 році батько Калінки наказав викрасти Кромбаха до Франції, оскільки була загроза настання терміну давності злочину і сусіди сказали Бамберські, що Кромбах хоче втекти до Західної Африки. У ніч з 17 на 18 жовтня 2009 року Кромбах потрапив у засідку у своєму будинку в Шайдеггу, округ Ліндау, і був викрадений у Мюлуз, Франція, де його знайшли пораненим і зв'язаним біля будівлі суду. Звідти його перевели до Парижа для попереднього ув'язнення, де він був ув'язнений у в'язниці Фресна з 22 жовтня. Одразу після арешту Кромбаха Міністерство закордонних справ у Берліні зв'язалося зі своїми колегами в Парижі та вимагало його екстрадиції до Німеччини, що не відбулася.

## Другий вирок
Судове засідання було призначене на 29 березня 2011 року в Парижі, проте його призупинили на невизначений термін через проблеми зі здоров'ям підсудного. Попередньо лікарі надали довідки про те, що підсудний не придатний до суду щонайменше два тижні. У квітні 2011 року Кромбах перебував у паризькій лікарні через ішемічну хворобу серця.
Суд розпочався 4 жовтня 2011 року. 22 жовтня 2011 року Дітер Кромбах був засуджений у Франції першою інстанцією до 15 років позбавлення волі за умисне тілесне ушкодження, що спричинило смерть неповнолітньої. За даними прокуратури, Кромбах дав дівчині снодійне, щоб зґвалтувати її. Розгляд апеляції розпочався 27 листопада 2012 року. Вердикт був підтверджений 20 грудня 2012 року судом присяжних департаменту Валь-де-Марн. Заява про апеляцію також була відхилена у квітні 2014 року, що зробило рішення остаточним.
Кромбах повторно подавав апеляцію на обвинувальний вирок до ЄСПЛ і поскаржився на порушення заборони на подвійне кримінальне переслідування, оскільки згідно з чинною практикою Суду ЄС (рішення від 11 лютого 2003 р., справа № C-385/01), несудові припинення провадження також вважаються юридично обов'язковими висновками. ЄСПЛ відхилив скаргу (рішення від 29 березня 2018 року у справі 67521/14), оскільки Європейська конвенція з прав людини (ЄКПЛ) не передбачає міжнародної заборони подвійного переслідування, а лише забороняє багаторазове переслідування в одній державі.
Після другого вироку Кромбах залишився під вартою. Через тяжкість хвороби його помістили в тюремну лікарню. У жовтні 2017 року суд відхилив його заяву про переведення в будинок престарілих. Після того, як у жовтні 2019 року інший французький суд постановив звільнити Кромбаха з в'язниці за станом здоров'я, 21 лютого 2020 року Кромбах був випущений на свободу. 12 вересня 2020 року Кромбах помер у будинку для престарілих поблизу Вінзена (Луе).

## Суд над Андре Бамберські
Андре Бамберські заарештували у Франції, допитували два дні та звільнили в судовому порядку. Проти нього відкрили кримінальне провадження за викрадення людини, незаконне позбавлення волі, нанесення тілесних ушкоджень та створення злочинної організації. Він зізнався, що 9 жовтня 2009 року дав згоду на викрадення Кромбаха до Франції.
Запит про екстрадицію Бамберські від прокуратури Кемптена за підозрою у спільному позбавленні волі був відхилений судом Тулузи.
Бамберські постав перед судом у Мюлузі (Франція) у справі викрадення Кромбаха. 18 червня 2014 року його засудили до одного року умовно. У березні 2015 року термін дії злочину, в якому звинувачували Кромбаха у Франції, закінчився.

## У кінематографі
- 2006 року Хілка Сіннінг створила 45-хвилинний документальний фільм «Kalinkas Letzte Reise» для серії репортажів Die Story im Erste[58].
- 2010 року Хілка Сіннінг також створила 45-хвилинний документальний фільм «Das tote Mädchen vom Bodensee» для ARD[58][59].
- 2016 року французький режисер Венсан Гаренк зняв повнометражний фільм «Im Namen meiner Tochter — Der Fall Kalinka».
- 2021 року Бернд Ройфельс створив 43-хвилинний документальний фільм «Der Fall Kalinka Bamberski» в серії документальних фільмів Enlightened — Spectacular Criminal Cases на каналі ZDFinfo[60].
- 2022 року на Netflix вийшов французький документальний фільм «Der Mörder meiner Tochter» режисера Антуана Тассена.